# Лешру
Лешру́ (фр. Lescheroux) — коммуна во Франции, находится в регионе Рона — Альпы. Департамент — Эн. Входит в состав кантона Сен-Тривье-де-Курт. Округ коммуны — Бурк-ан-Брес.
Код INSEE коммуны — 01212.

## География
Коммуна расположена приблизительно в 350 км к юго-востоку от Парижа, в 80 км севернее Лиона, в 24 км к северу от Бурк-ан-Бреса.
По территории коммуны протекают реки Ресуз и Сан-Вив.

## Климат
Климат полуконтинентальный с холодной зимой и тёплым летом. Дожди бывают нечасто, в основном летом.

## Население
Население коммуны на 2010 год составляло 683 человека.
| 1962 | 1968 | 1975 | 1982 | 1990 | 1999 | 2010 |
| ---- | ---- | ---- | ---- | ---- | ---- | ---- |
| 660  | 593  | 526  | 504  | 527  | 596  | 683  |

## Администрация
| Период | Период | Фамилия       | Партия        | Примечания                       |
| ------ | ------ | ------------- | ------------- | -------------------------------- |
| 1995   | 2014   | Армель Морель | Разные правые | член генерального совета кантона |
| 2014   | 2020   | Эме Николье   | беспартийный  |                                  |

## Экономика
В 2010 году среди 419 человек трудоспособного возраста (15—64 лет) 322 были экономически активными, 97 — неактивными (показатель активности — 76,8 %, в 1999 году было 68,3 %). Из 322 активных жителей работали 296 человек (161 мужчина и 135 женщин), безработных было 26 (14 мужчин и 12 женщин). Среди 97 неактивных 32 человека были учениками или студентами, 42 — пенсионерами, 23 были неактивными по другим причинам.